# Declaração Conjunta Sino-Portuguesa sobre a Questão de Macau

A Declaração Conjunta Sino-Portuguesa sobre a Questão de Macau ou, simplesmente, Declaração Conjunta Sino-Portuguesa é um tratado internacional bilateral assinado em 13 de abril de 1987 em Pequim, China por Aníbal Cavaco Silva e por Zhao Ziyang, nas qualidades de chefe de estado de Portugal e da China.
Foi ratificado em 26 de março de 1987 pelo embaixador português Rui Medina e pelo vice-ministro dos Negócios Estrangeiros da China, Zhou Nan. Foi aprovada para ratificação pela Resolução da AR 25/87. O texto da declaração conjunta foi publicado no Boletim Oficial de Macau em 7 de junho de 1988 e foi depositado, por ambas as partes contratantes, na Organização das Nações Unidas.

## Garantias
Esta Declaração Conjunta estabelece que Macau era um “território chinês sob administração portuguesa” e que a transferência da soberania de Macau para a República Popular da China se efectuaria em 20 de dezembro de 1999. Após a transferência de soberania, Macau passaria então a ser uma Região Administrativa Especial chinesa, dotada de um alto grau de autonomia e regida por uma Lei Básica. Neste acordo bilateral, ficaram estabelecidos uma série de compromissos entre Portugal e a China para Macau, entre os quais a garantia de um elevado grau de autonomia e a conservação das especificidades da RAEM durante 50 anos, sob o princípio de "um país, dois sistemas". Isto incluiu a conservação do seu próprio sistema social, fiscal e económico-financeiro (de carácter capitalista, que difere do sistema socialista da RPC); dos direitos, dos deveres e das liberdades dos seus cidadãos; a sua própria moeda (pataca), o seu próprio sistema de controlo de imigração e de fronteiras e a sua própria polícia. Com tudo isto significando que a Declaração Conjunta continua a produzir efeitos até ao final do referido período de 50 anos, não se esgotando, pois, com o acto de consumação de transferência do exercício de soberania de Portugal para a RPC em 20 de dezembro de 1999. É importante frisar também que princípios e direitos fundamentais definidos na Declaração Conjunta foram passados para a Lei Básica da RAEM.
É ainda garantido que todos os oficiais e dirigentes políticos de Macau são habitantes permanentes de Macau, e não pessoas e oficiais do aparelho político-administrativo da República Popular da China. Específica ainda que o poder público seria separado, tal como na maioria dos sistemas políticos, em 3 partes distintas: o executivo (Chefe do Executivo de Macau e o seu Governo), o legislativo (Assembleia Legislativa de Macau) e o judicial (Tribunais).